# Flagge Guatemalas
Die Flagge Guatemalas wurde am 17. August 1871 eingeführt, das Wappen folgte am 18. November 1871. Die genaue Farbgebung und gesetzliche Festlegung erfolgte am 15. September 1968.

## Beschreibung und Bedeutung
Die Nationalflagge besteht aus drei gleich großen, vertikalen Streifen: links himmelblau, in der Mitte weiß und rechts wieder himmelblau.

5:8 Bürgerliche Flagge

Das Himmelblau symbolisiert den Pazifischen und Atlantischen Ozean, zwischen denen das Land liegt. Die Farbe Weiß steht für die Reinheit der Werte des Landes. Die Zentralamerikanischen Farben stammen aus der Flagge der Zentralamerikanischen Konföderation. In der guatemaltekischen Flagge ist lediglich die horizontale Anordnung in eine vertikale abgeändert.
In der Mitte der Dienst- und Kriegsflagge ist das Wappen Guatemalas abgebildet. Die Flagge ist im Lande weiter verbreitet, als die eigentliche, zivile Flagge. Es stellt einen Quetzal, den Nationalvogel Guatemalas, als Symbol der Freiheit dar. Darunter eine Schriftrolle mit dem Datum 15. September 1821, dem Tag der Unabhängigkeit Zentralamerikas von Spanien. Hinter der Schriftrolle sind zwei gekreuzte Gewehre, die die Bereitschaft des Landes signalisieren, sich im Bedrohungsfall aktiv zu verteidigen. Eingerahmt wird das Wappen von zwei Olivenzweigen, die als Symbol für den angestrebten Frieden stehen.

## Historische Flaggen Guatemalas
Als Mitglied der Zentralamerikanischen Konföderation benutzte Guatemala zunächst die Flagge dieses Staatenbundes. Bereits am 1. Januar 1825 wurde jedoch eine eigenständige Staatsflagge geschaffen, die aus einfachen blau-weiß-blauen Streifen bestand. Ob auch zusätzlich weiterhin die Unionsflagge benutzt wurde, ist unklar. Nach Trennung aus dem Zentralamerikanischen Bund Anfang 1839 setzte man das im Jahre 1825 geschaffene erste Staatswappen Guatemalas ins Zentrum der Flagge. Dieses wurde am 26. Oktober 1843 durch ein neu gestaltetes ausgetauscht. Am 14. März 1851 kam es unter der Präsidentschaft von Mariano Paredes zu einer ungewöhnlichen Änderung der Nationalflagge. Als Verehrer der spanischen Ursprünge Guatemalas ließ er der blau-weiß-blauen Flagge noch die spanischen Farben hinzufügen, wobei die Flagge in der Mitte farblich zweigeteilt wurde. Um die Flagge „harmonischer“ und der spanischen noch ähnlicher zu machen, wurde diese am 21. Mai 1858 nochmals modifiziert, indem man praktisch die spanische Flagge durch einen blau-weißen Rand einfasste. Als im Jahre 1871 eine liberale Revolutionsbewegung das alte Regime stürzte, kehrte man zu der rein blau-weiß-blauen Gestaltung zurück. Unter der provisorischen Regierung des Präsidenten Miguel Garcia Granados wurde am 17. August 1871 bestimmt, dass die Nationalflagge wieder blau-weiß-blau, jedoch mit senkrecht angeordneten Streifen gebraucht werden solle. Es ist jedoch möglich, dass in den ersten Jahren nach der Revolution auch waagerecht gestaltete Versionen benutzt wurden. Bis 1968 war der Farbton des Blau in der Flagge nicht festgelegt, so dass es auch dunkle Varianten gab.

Vereinigte Provinzen von Zentralamerika 1. Juli 1823 – 22. Nov. 1824
Bundesrepublik Zentralamerika 22. Nov. 1824 – 1. Jan. 1825
Guatemala 1. Jan. 1825 – 1839

Wappen Guatemalas 1825–1843
Guatemala 1839 – 26. Okt. 1843
Wappen Guatemalas 1843–1851
Guatemala 26. Okt. 1843 – 14. März 1851
Guatemala 14. März 1851 – 21. Mai 1858
1:2  Guatemala 21. Mai 1858 – 17. Aug. 1871
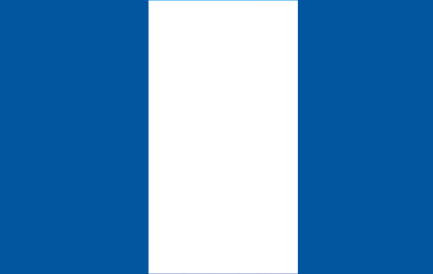
Variante bis 1968
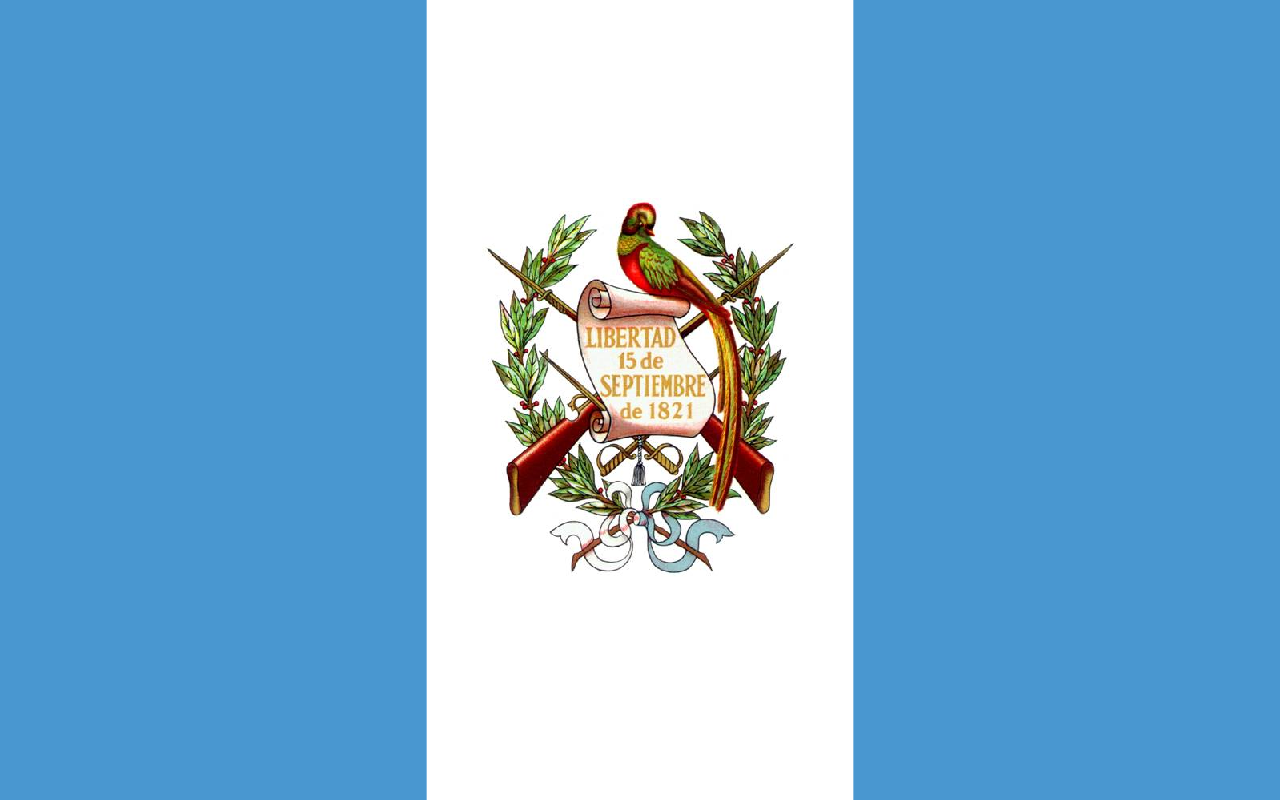
Variante ab 1968

### Republik Los Altos
Am 2. Februar 1838 löste sich die Republik Los Altos (Republica del Sexto Estado de los Altos) vom guatemaltekischen Staat und wurde von diesem sogar kurzzeitig anerkannt. Diese Republik mit der Hauptstadt Quetzaltenango wurde auch Mitglied in der Zentralamerikanischen Konföderation, bevor sie am 27. Januar 1840 von Guatemala reannektiert wurde. Als Flagge verwendete die Republik Los Altos eine rot-weiß-blaue, vermutlich senkrecht gestreifte Fahne mit dem Wappen der Republik – einem Quetzal – im Zentrum. Die Flagge des heutigen Departamentos Quetzaltenango dürfte dieser historischen Fahne nachempfunden worden sein.

## Subnationale Flaggen

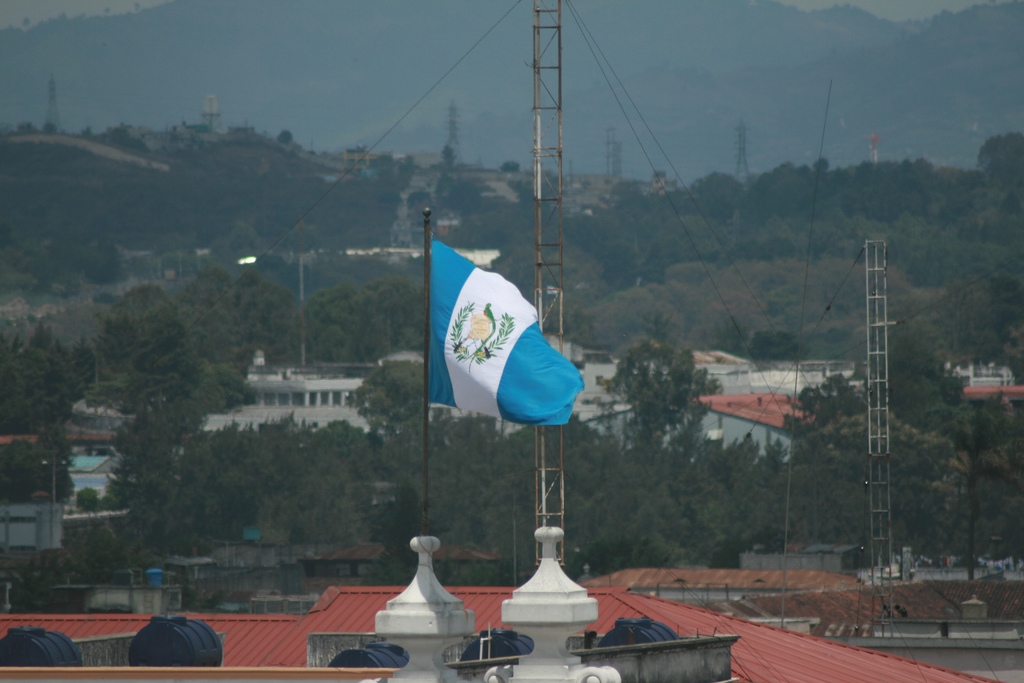
Die Nationalflagge in der Hauptstadt Guatemala-Stadt

Auch die Departamentos in Guatemala verfügen über eigene Flaggen.
Hauptartikel: Flaggen und Wappen der Departamentos in Guatemala
| Name des Departamento | Lage des Departamentos | Flagge                    |
| --------------------- | ---------------------- | ------------------------- |
| Alta Verapaz          |                        | Flagge von Alta Verapaz   |
| Baja Verapaz          |                        | Flagge von Baja Verapaz   |
| Chimaltenango         |                        | Flagge von Chimaltenango  |
| Chiquimula            |                        | Flagge von Chiquimula     |
| El Petén              |                        | Flagge von El Petén       |
| El Progreso           |                        | Flagge von El Progreso    |
| El Quiché             |                        | Flagge von El Quiché      |
| Escuintla             |                        | Flagge von Escuintla      |
| Guatemala             |                        | Flagge von Guatemala      |
| Huehuetenango         |                        | Flagge von Huehuetenango  |
| Izabal                |                        | Flagge von Izabal         |
| Jalapa                |                        | Flagge von Jalapa         |
| Jutiapa               |                        | Flagge von Jutiapa        |
| Quetzaltenango        |                        | Flagge von Quetzaltenango |
| Retalhuleu            |                        | Flagge von Retalhuleu     |
| Sacatepéquez          |                        | Flagge von Sacatepequez   |
| San Marcos            |                        | Flagge von San Marcos     |
| Santa Rosa            |                        | Flagge von Santa Rosa     |
| Sololá                |                        | Flagge von Sololá         |
| Suchitepéquez         |                        | Flagge von Suchitepéquez  |
| Totonicapán           |                        | Flagge von Totonicapán    |
| Zacapa                |                        | Flagge von Zacapa         |

## Weitere Flaggen Guatemalas

Flagge des Staatspräsidenten